# Filippo Maria de' Rossi
Filippo Maria de' Rossi (Parma o San Secondo Parmense, 1465 circa – Corniglio, 1529) è stato un condottiero italiano Conte di Corniglio e Signore di Beduzzo.

## Biografia
Figlio di Guido de' Rossi e Ambrosina Borromeo, nacque presumibilmente a Parma oppure a San Secondo Parmense, dove la famiglia Rossi risiedeva, intorno al 1465.
Dei primi anni di vita di Filippo non si sa nulla: le prime notizie su di lui risalgono all'autunno 1482, quando il padre Guido, a seguito dell'accordo con le truppe sforzesche di Sforza secondo Sforza che durante la guerra dei Rossi lo assediavano nella Rocca di San Secondo, dovette consegnare il figlio in ostaggio ai milanesi. Filippo, dopo un primo tentativo di fuga in un primo tempo riuscito grazie ad un travestimento, fu nuovamente catturato sul Bormida e richiuso nel castello Sforzesco.
Liberato nel 1483 sotto giuramento di non avanzare alcuna pretesa sui feudi appartenuti al nonno Pier Maria II e definitivamente confiscati da Ludovico il Moro, raggiunse Venezia congiungendosi al padre Guido che nel frattempo era stato collocato dai veneziani a capo di una compagnia di uomini d'arme.
Giovanissimo partecipò con il padre Guido alla guerra condotta dalla repubblica di Venezia contro la contea del Tirolo, partecipando alla battaglia di Ravazzano,  salvando dalla cattura Giulio Cesare da Varano; affiancò poi il padre nella battaglia di Calliano nell'agosto del 1487, dove si distinse per l'ardore dimostrato nella carica contro i tirolesi, tanto da ottenere in virtù del suo comportamento una condotta di 150 cavalli.
Alla morte del padre Guido avvenuta nel 1490, gli succedette nel comando della compagnia d'arme venendo successivamente eletto governatore di Rovigo. Con la sua compagnia partecipò sotto le insegne della serenissima alla battaglia di Fornovo del 1496, quindi si recò a Napoli per sostener gli aragonesi contro i francesi, tuttavia venne intercettato presso Ceprano da Giovanni della Rovere che, forte di 2000 fanti, catturò 25 uomini di Filippo condotti prigionieri ad Arce; il Rossi riuscì a fuggire chiedendo 1000 ducati ai veneziani per riscattare i prigionieri.

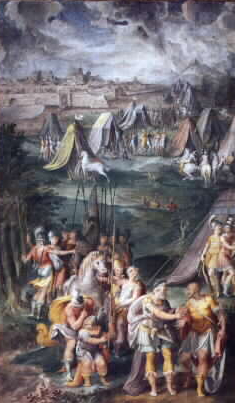
Un quadro dedicato all'epopea della famiglia Rossi ritrae Filippo intento a dissuadere l'imperatore Massimiliano dal tenere sotto assedio la città di Padova. Aala delle Gesta rossiane della Rocca dei Rossi di San Secondo

Giunto finalmente a Benevento, dopo aver espugnato i castelli di Episcopio e Minturno, di proprietà di Giuliano della Rovere, quindi si spostò in Basilicata per assediare i francesi ad Atella costringendoli alla resa. Tornato a Venezia per motivi di salute, fu inviato nel 1497 in Friuli a fronteggiare il conte di Gorizia, quindi nel 1498 sull'Oglio a sorvegliare i confini occidentali dei territori della repubblica di Venezia.
Nel 1499 fu a colloquio con il doge Agostino Barbarigo a cui chiese di avere a disposizione più uomini e il recupero dei suoi feudi nel parmense; parzialmente accontentato in termini di denaro e uomini, fu prima al servizio di Niccolò Orsini a Brescia, quindi si recò nel parmense per tentare con un colpo di mano di riprendere i feudi appartenuti al padre
Tuttavia il parmense, essendo all'interno del territorio del ducato di Milano, era nella zona di influenza francese e i francesi mal vedevano una restaurazione del potere rossiano sotto l'egida di un rampollo di famiglia, seppur erede legittimo, ma loro avversario a Fornovo e strettamente legato ai veneziani. Per scongiurare una potenziale espansione della zona di influenza della Serenissima nel parmense, i francesi si opposero all'insediamento di Filippo nei feudi aviti, i veneziani non lo sostennero e il Rossi fu costretto a richiamare all'interno dei confini della repubblica di Venezia le avanguardie composte di balestrieri a cavallo che nel frattempo aveva inviato verso San Secondo.
Nel frattempo i francesi decisero di reinsediare nel castello di San Secondo e in buona parte dei feudi appartenuti a Pier Maria II de' Rossi lo zio di Filippo, Giovanni de' Rossi, primogenito diseredato di Pier Maria II, e suo figlio Troilo I, loro fedeli vassalli e amici fidati del luogotenente dei francesi in Italia Gian Giacomo Trivulzio.
Tuttavia Filippo non si rassegnò e disobbendendo agli ordini impartitigli dai veneziani raggiunse a Mantova Ludovico il Moro, spodestato dai francesi, ponendosi al suo servizio e sperando in caso di vittoria di essere ricompensato con la concessione dei territori del parmense. Tuttavia la definitiva sconfitta del Moro avvenuta nel 1500 a Novara e la sua cattura fecero svanire i sogni di gloria di Filippo, che, ormai inviso ai francesi e ai veneziani che aveva abbandonato, si vide costretto a rifugiarsi a Mantova.
Filippo rimase nel mantovano alcuni anni, tentò nel 1509 di riappropriarsi di Felino e Torrechiara, prontamente respinto dai francesi, e tentò anche senza successo una sortita contro il cugino Troilo I, marchese di San Secondo.
Al soldo degli imperiali di Massimiliano I, si diresse contro i territori della Serenissima e combatté nella guerra di Padova; dopo aver depredato le campagne e cinto d'assedio Padova, fu sorpreso da una sortita notturna dei difensori mentre era intento a far deviare le acque del Bacchiglione; Filippo venne catturato, mentre il solo Federico Gonzaga da Bozzolo riuscì a scappare con il favore delle tenebre.
Incarcerato a Venezia, venne liberato nel 1510 grazie all'aiuto del fratello Bernardo de' Rossi, vescovo di Treviso e all'intercessione di Papa Giulio II. Dopo aver giurato fedeltà al pontefice e alla Serenissima, fu liberato e si diresse verso Roma.
L'imperatore lo nominò governatore di Modena e fra le varie scorrerie Filippo riuscì finalmente a recuperare i castelli di Corniglio e Bardone; risiedette a Modena sino al 1517, spostandosi a Ravenna nel 1518 dove divenne luogotenente di Ravenna sotto la presidenza della Romagna affidata dal papa al fratello Bernardo de' Rossi.
Nel 1522 seguì il fratello a Parma per tentare il colpo di mano su San Secondo e sul suo marchesato; era infatti appena morto Troilo I e la moglie Bianca Riario figurava come reggente essendo il figlio Pier Maria III ancora in giovane età; Filippo occupò la Rocca di San Secondo e altri feudi, ma fu affrontato da Giovanni delle Bande Nere corso in aiuto della sorellastra Bianca. Nella battaglia di San Secondo le truppe di Filippo Maria furono sbaragliate e Filippo dovette evacuare tutti i castelli occupati e rinunciare definitivamente a ogni pretesa sui feudi di cui sarebbe stato teoricamente erede legittimo.
Ritiratosi a Corniglio, unico feudo che riuscì a riconquistare, vi morì nel marzo del 1529.

## Discendenza
Ebbe due figli da una concubina di nome Antonia. La famiglia si estinse con il nipote Filippo Maria il giovane, che fu incarcerato dai Farnese alla Rocchetta di Parma, dove morì. Il feudo venne incamerato.
- Camillo (1512-1570)
  - Filippo Maria (? - Parma, carcere della Rocchetta, 1604)
- Marsiglio (? - Castello di Corniglio, 1560)

## Ascendenza
|                         |                      |                          | Genitori          |  |  | Nonni |  |  | Bisnonni               |  |  | Trisnonni       |  |
|                         |                      |                          |                   |  |  |       |  |  | Pier Maria I de' Rossi |  |  | Bertrando Rossi |  |
|                         |                      |                          |                   |  |  |       |  |  | Pier Maria I de' Rossi |  |  | Bertrando Rossi |  |
|                         |                      | Eleonora Rossi           |                   |  |  |       |  |  | Pier Maria I de' Rossi |  |  |                 |  |
| Pier Maria II de' Rossi |                      |                          |                   |  |  |       |  |  | Pier Maria I de' Rossi |  |  |                 |  |
|                         |                      | Maria Giovanna Cavalcabò | Ugolino Cavalcabò |  |  |       |  |  |                        |  |  |                 |  |
|                         |                      | Maria Giovanna Cavalcabò | Ugolino Cavalcabò |  |  |       |  |  |                        |  |  |                 |  |
|                         |                      | Maria Giovanna Cavalcabò | …                 |  |  |       |  |  |                        |  |  |                 |  |
| Guido de' Rossi         |                      | Maria Giovanna Cavalcabò |                   |  |  |       |  |  |                        |  |  |                 |  |
|                         |                      | Guido Torelli            | Marsiglio Torelli |  |  |       |  |  |                        |  |  |                 |  |
|                         |                      | Guido Torelli            | Marsiglio Torelli |  |  |       |  |  |                        |  |  |                 |  |
|                         |                      | Guido Torelli            | Elena d'Arco      |  |  |       |  |  |                        |  |  |                 |  |
| Antonia Torelli         |                      | Guido Torelli            |                   |  |  |       |  |  |                        |  |  |                 |  |
|                         |                      | Orsina Visconti          | Antonio Visconti  |  |  |       |  |  |                        |  |  |                 |  |
|                         |                      | Orsina Visconti          | Antonio Visconti  |  |  |       |  |  |                        |  |  |                 |  |
|                         |                      | Orsina Visconti          | Anastasia Carcano |  |  |       |  |  |                        |  |  |                 |  |
| Filippo Maria de' Rossi |                      | Orsina Visconti          |                   |  |  |       |  |  |                        |  |  |                 |  |
|                         | Vitaliano I Borromeo | Giacomo de' Vitaliani    |                   |  |  |       |  |  |                        |  |  |                 |  |
|                         | Vitaliano I Borromeo | Giacomo de' Vitaliani    |                   |  |  |       |  |  |                        |  |  |                 |  |
|                         | Vitaliano I Borromeo | Margherita Borromeo      |                   |  |  |       |  |  |                        |  |  |                 |  |
| Filippo Borromeo        | Vitaliano I Borromeo |                          |                   |  |  |       |  |  |                        |  |  |                 |  |
|                         |                      | Ambrosina Fagnani        | Giacomo Fagnani   |  |  |       |  |  |                        |  |  |                 |  |
|                         |                      | Ambrosina Fagnani        | Giacomo Fagnani   |  |  |       |  |  |                        |  |  |                 |  |
|                         |                      | Ambrosina Fagnani        | …                 |  |  |       |  |  |                        |  |  |                 |  |
| Ambrosina Borromeo      |                      | Ambrosina Fagnani        |                   |  |  |       |  |  |                        |  |  |                 |  |
|                         |                      | Lancillotto Visconti     | Alberto Visconti  |  |  |       |  |  |                        |  |  |                 |  |
|                         |                      | Lancillotto Visconti     | Alberto Visconti  |  |  |       |  |  |                        |  |  |                 |  |
|                         |                      | Lancillotto Visconti     | Bianchina         |  |  |       |  |  |                        |  |  |                 |  |
| Francesca Visconti      |                      | Lancillotto Visconti     |                   |  |  |       |  |  |                        |  |  |                 |  |
|                         |                      | Isabella Visconti        | Azzo Visconti     |  |  |       |  |  |                        |  |  |                 |  |
|                         |                      | Isabella Visconti        | Azzo Visconti     |  |  |       |  |  |                        |  |  |                 |  |
|                         |                      | Isabella Visconti        | …                 |  |  |       |  |  |                        |  |  |                 |  |
|                         |                      | Isabella Visconti        |                   |  |  |       |  |  |                        |  |  |                 |  |